# Corticarina cavicollis
Corticarina cavicollis es una especie de coleóptero de la familia Latridiidae.

## Distribución geográfica
Habita en los Estados Unidos.